# Кубану
Кубану — острів у вторинній дельті Кілійського гирла ріки Дунай, Одеська область.
Згідно з Указом Президента України від 02.02.2005 № 117/2004 «Про розширення території Дунайського біосферного заповідника» належить до складу Дунайського трансграничного біосферного заповідника на базі Дунайського біосферного заповідника.

## Географія

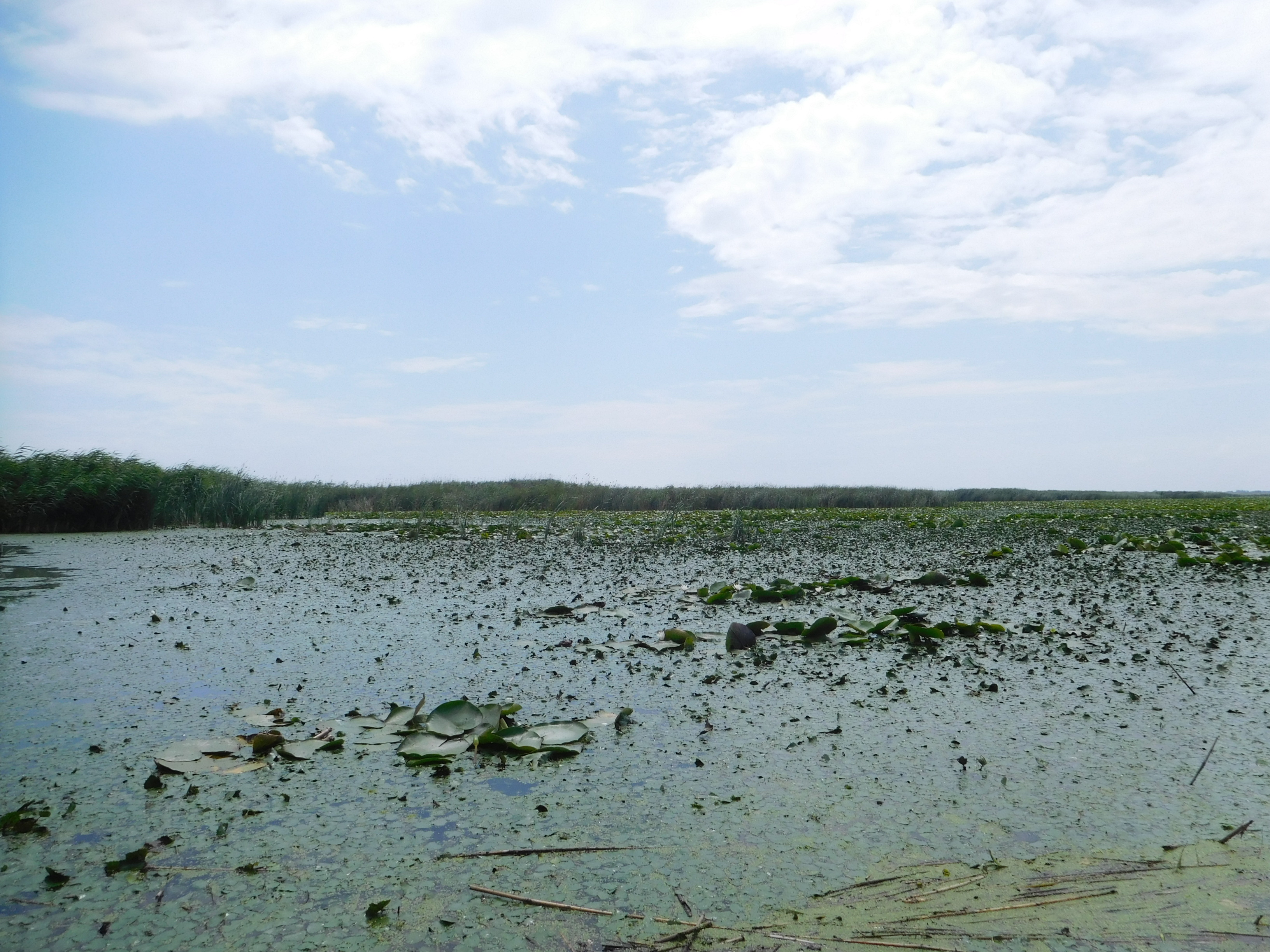
Затока Анакін Кут на острові

Острів має блюдцеподібну форму: із плавневою очеретяно-осоковою рослинністю всередині та тонкою лісовою смугою навкруги.

## Екологія
З 1999 року на території острова здійснюється заготівля очерету для подальшого експорту у країни Європи.
Територія острова належить до природного заповідника ― Дунайські плавні Дунайського біосферного заповідника. На його території заборонено полювання.